# Meta4
Das Streichquartett META4 ist ein finnisches Streichquartett, das im Jahr 2001 gegründet wurde. META4 studierte bei Hatto Beyerle und Johannes Meissl und besuchte die European Chamber Music Academy (ECMA).

## Besetzung
- Antti Tikkanen, Violine
- Minna Pensola, Violine
- Atte Kilpeläinen, Viola (seit 2006, zuvor spielte Eriikka Nylund Viola)
- Tomas Djupsjöbacka, Violoncello

## Repertoire
Das Streichquartett META4 widmet sich seit seiner Gründung dem Repertoire für diese Gattung von der Wiener Klassik bis zur aktuellen Avantgarde. Nach dem Gewinn des ersten Preises beim Internationalen Schostakowitsch Quartett Wettbewerb im Jahre 2004 in Moskau, bei dem sie auch einen Extrapreis für die beste Interpretation eines Schostakowitsch-Werkes ausgezeichnet wurden, waren sie auf vielen Konzertbühnen weltweit zu hören u. a. Amsterdam (Concertgebouw), Dortmund (Konzerthaus), Essen (Philharmonie), Hamburg (kleine Laeiszhalle), London (Wigmore Hall), Madrid (Auditorio Nacional), Mailand (Sala Verdi), New York (Carnegie Hall), Stockholm (Konserthuset), Wien (Mozart-Saal). Meta4 ist Quartet-in-residence beim Kuhmo Chamber Music Festival und hat die künstlerische Leitung beim finnischen Oulunsalo Music Festival. Im Programm der Konzerte stehen oftmals Werke finnischer Komponisten u. a. von Timo Alakotila, Jouni Kaipainen, Jaakko Kuusisto. Für ihre erste CD-Einspielung im Mai 2009 mit den ersten drei Streichquartetten aus op. 55 von Joseph Haydn erhielt META4 den Preis der Deutschen Schallplattenkritik 2009 und den ECHO Klassik 2010.

## Uraufführungen
- 2008 Jaakko Kuusisto: Play III (Sysmä Summer Sounds festival), 29. Juni 2008.
- 2010 Timo Alakotila: Streichquartett Nr. 1 (Upper chapel, Sheffield), 18. Februar 2010; Felipe Salles: Nimet (City of London Festival), 6. Juli 2010.
- 2011 Jouni Kaipainen: Streichquartett Nr. 6, op. 92 „The Terror Run“ (Hamburg, Elbphilharmonie), 13. Februar 2011, Auftragswerk der Royal Philharmonic Society und der BBC.
- 2016 Kimmo Hakola: Streichquartett Nr. 4 (Kimito-Musikfestspiele), 12. Juli 2016 Kemiö/Kimito.

## Instrumente
Minna Pensola spielt eine Bellosio-Violine aus dem Jahr 1770 (im Besitz der Local Cooperative Bank of Sysmä). Tomas Djupsjöbacka spielt ein sehr seltenes Violoncello, gebaut von Lorenzo Storioni in Cremona 1780. Dem Quartett stehen darüber hinaus zwei Instrumente als Leihgabe von der Pohjola Bank Art Foundation zur Verfügung: Antti Tikkanen spielt eine Stradivari aus dem Jahr 1702 und Atte Kilpeläinen eine Guidantus-Viola von 1737.

## Preise
- 2007 1. Preis beim Internationalen Joseph Haydn Kammermusik Wettbewerb in Wien; Finnland-Preis
- 2008 BBC New Generation Artist
- 2009 BBC New Generation Artist; Preis der Deutschen Schallplattenkritik
- 2010 BBC New Generation Artist; ECHO Klassik der Deutschen Phono-Akademie

## Diskografie
- 2009: Joseph Haydn: Streichquartette, op. 55 Nr. 1-3 (hännsler CLASSIC)